# Afro Blue (Dee Dee Bridgewater)
| Recensione | Giudizio |
| ---------- | -------- |
| AllMusic   |          |

Afro Blue è il primo album solista della cantante jazz statunitense Dee Dee Bridgewater, pubblicato dall'etichetta discografica giapponese Trio Records nel 1974.

## Tracce

### LP
Lato A
1. Afro Blue (Arrangiamento di Cecil Bridgewater) – 8:25 (testo: Oscar Brown – musica: Mongo Santamaría)
2. Love Vibrations (Arrangiamento di Horace Silver) – 5:52 (Horace Silver)
3. Blues Medley (Arrangiamento di Cecil Bridgewater) – 8:06 (Blues tradizionale)

Lato B
1. Little B's Poem (Arrangiamento di Cecil Bridgewater) – 3:06 (testo: Doug Carn – musica: Bobby Hutcherson)
2. Raindrops Keep Fallin' on My Head (Arrangiamento di Cecil Bridgewater) – 4:37 (testo: Hal David – musica: Burt Bacharach)
3. Love from the Sun – 5:23 (Richard Clay)
4. People Make the World Go Round (Arrangiamento di Cecil Bridgewater) – 4:45 (testo: Linda Creed – musica: Thom Bell)

## Formazione
- Dee Dee Bridgewater – voce
- Cecil Bridgewater – tromba, arrangiamenti
- Ron Bridgewater – sassofono tenore, vibra-clap, cowbell, campane, nacchere africane
- Roland Hanna – pianoforte
- George Mraz – contrabbasso
- Motohiko Hino – batteria

Note aggiuntive
- Takao Ishizuka – produttore
- Hidehiko Matsumoto – direttore musicale
- Bridgewater Jazz Family – supervisione
- Registrazioni (e mixaggio) effettuate il 10, 12-14 marzo 1974 al AOI Studios di Tokyo, Giappone
- Yoshihiko Kannari e Masayoshi Okawa – ingegneri delle registrazioni e del mixaggio
- Katsuji Abe – foto e design copertina album originale[2]